# NGC 1586
NGC 1586 è una galassia a spirale barrata situata nella costellazione dell'Eridano, a una distanza di circa 168 milioni di anni luce dalla nostra Via Lattea.

## Scoperta
La galassia è stata scoperta il 30 dicembre 1861 dall'astronomo tedesco Heinrich d'Arrest.

## Descrizione
NGC 1586 ha una classe di luminosità II-III e presenta una larga riga a 21 cm dell'idrogeno neutro.
Inoltre presenta emissioni nel dominio dei raggi X.

## Gruppo di NGC 1589
NGC 1586 fa parte del Gruppo di NGC 1589, un raggruppamento di galassie costituito da nove membri. Le altre otto galassie del gruppo sono: NGC 1587, NGC 1588, NGC 1589, NGC 1593, UGC 3054, UGC 3058, UGC 3072 e UGC 3080.
Secondo A.M. Garcia, anche NGC 1620 fa parte di questo gruppo, ma Garcia non include NGC 1593.